# Маканџи (Пенсилванија)
Маканџи (енгл. Macungie) град је у америчкој савезној држави Пенсилванија.

## Демографија
По попису из 2010. године број становника је 3.074, што је 35 (1,2%) становника више него 2000. године.
| Група             | 2000.         | 2010.         |
| Белци             | 2.861 (94,1%) | 2.758 (89,7%) |
| Афроамериканци    | 41 (1,3%)     | 55 (1,8%)     |
| Азијати           | 64 (2,1%)     | 56 (1,8%)     |
| Хиспаноамериканци | 41 (1,3%)     | 160 (5,2%)    |
| Укупно            | 3.039         | 3.074         |